# Issa Alexandrowitsch Plijew

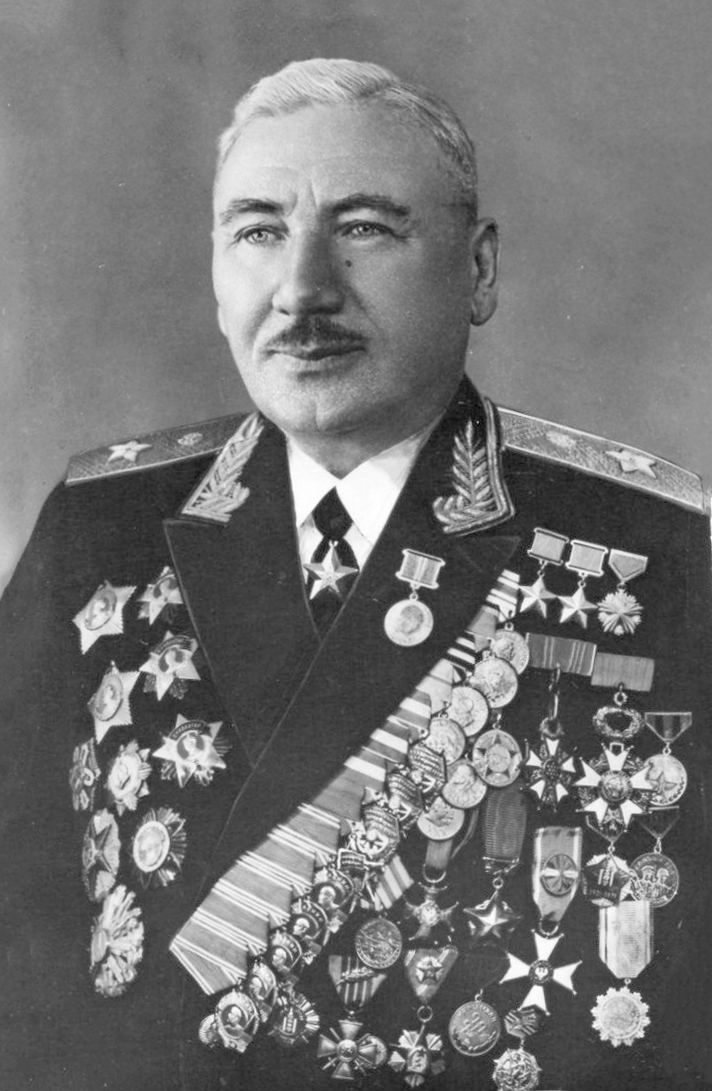

Issa Alexandrowitsch Plijew (russisch Исса Александрович Плиев, wiss. Transliteration Issa Aleksandrovič Pliev; ossetisch Плиты Алыксандыры фырт Иссӕ Plity Alyksandyry fyrt Issӕ; * 12.jul. / 25. November 1903greg. in Stary Batakojurt (Oblast Terek, Russisches Kaiserreich); † 6. Februar 1979 in Moskau) war ein sowjetischer Militärkommandeur und Armeegeneral (1962) sowie zweifacher Held der Sowjetunion. 1962 war er im Rahmen der Operation Anadyr Kommandeur der sowjetischen Truppen in Kuba.

## Leben

### Vor dem Zweiten Weltkrieg
Plijew war ossetischer Herkunft. Er kämpfte im Bürgerkrieg und trat danach 1922 in die Rote Armee ein. 1926 wurde er Mitglied der WKP (B). Seine Offizierslaufbahn begann er im selben Jahr mit dem Abschluss der Leningrader Kavallerieschule und der Ernennung zum Kommandeur der Kavallerieschule in Krasnodar. 1933 schloss er erfolgreich eine Ausbildung an der Militärakademie „M.W. Frunse“ ab und war von 1933 bis 1936 Operationsoffizier der 5. Kavalleriedivision. Von 1936 bis 1938 war er Berater der Revolutionären Volksarmee der Mongolischen Volksrepublik. Nach seiner Rückkehr in die Sowjetunion wurde er Befehlshaber eines Kavallerieregiments. 1941 schloss er die Militärakademie des Generalstabs der Streitkräfte der UdSSR ab.

### Zweiter Weltkrieg
Zu Beginn des Zweiten Weltkrieges führte Plijew in den Abwehrgefechten an der Grenze die 50. Kavalleriedivision, die später zur 3. Garde-Kavalleriedivision umbenannt wurde.
Im Dezember 1941 übernahm er in der Verteidigungsschlacht von Moskau das Kommando des 2. Garde-Kavalleriekorps, im April 1942 wurde er Befehlshaber des 5. Garde-Kavalleriekorps, später des 3. Garde-Kavalleriekorps und des 4. Garde-Kavalleriekorps unter der jeweiligen Führung der Westfront, Südfront, Südwestfront und der Steppenfront. Im Herbst 1942 führte er Kavallerieverbände in der Schlacht um Stalingrad und im Oktober 1943 während des Vormarsches zur Dnjepr-Linie bei der Melitopoler Operation.
Im folgenden Jahr waren seine Truppen im März und April 1944 an der Beresnegowatoje-Snigirjower Operation und der Odessaer Operation im Juni und Juli an der Operation Bagration und im August 1944 beim Angriff auf Rumänien beteiligt. Er wurde zum Kommandeur der 1. Mechanisierten Garde-Kavalleriegruppe, die unter jeweiligen Führung der 3. Ukrainischen, 1. Weißrussischen und der 2. Ukrainischen Front in verschiedenen Operationen eingesetzt wurde. Im Oktober 1944 führte er in der ungarischen Puszta die mechanisierte Kavallerie Gruppe Plijew, die während der Debrecener Operation in Ungarn von Verbänden der deutschen Wehrmacht eingekesselt und fast vollständig vernichtet wurde.
Zu Beginn des Jahres 1945 waren seine Truppe unter Marschall Malinowski an der Schlacht um Budapest und im Mai 1945 an der Prager Operation beteiligt. Zum Ende des Zweiten Weltkrieges befehligte er eine im Rahmen der Operation Auguststurm gegen die japanische Kwantung-Armee eingesetzte Sowjetisch-Mongolische mechanisierte Kavalleriegruppe der Transbaikalfront in der Mandschurei.

### Nach dem Zweiten Weltkrieg
Nach dem Zweiten Weltkrieg war Plijew auf einigen bedeutenden militärischen Führungspositionen eingesetzt. Von 1947 bis 1949 war er Befehlshaber der 13. Armee mit Hauptquartier im ukrainischen Rowno. In den Jahren von 1955 bis 1958 war er zuerst stellvertretender und von 1958 bis 1968 Befehlshaber des Militärbezirks Nordkaukasus. 

Nach der Niederschlagung der Unruhen in Nowotscherkassk Anfang Juni 1962 durch von Plijew befehligte Truppen wurde er zum Armeegeneral befördert. Generalleutnant Matwei Schaposchnikow weigerte sich damals, mit Panzern gegen die Aufständischen vorzugehen wie von Plijew befohlen.
Im Rahmen der Operation Anadyr wurde ihm im Juli 1962 das Kommando über das nach Kuba verlegte Truppenkontingent der Sowjetarmee übertragen. Zwar wurde er in einer mündlichen Anweisung Chruschtschows bevollmächtigt, im Kriegsfall auch ohne Rücksprache mit Moskau die neun ihm zur Verfügung stehenden taktischen Atomwaffen des Typs „Luna“ gegen die amerikanischen Streitkräfte einzusetzen, dies galt jedoch nicht für die in Kuba stationierten nuklearen Mittelstreckenraketen (SS-4 und SS-5). In dem schriftlichen Befehl, den Plijew im September 1962 von Verteidigungsminister Malinowski erhielt, fehlte jedoch dieser Vorbehalt. Im Oktober 1962 hatte Plijew das Kommando über sämtliche in Kuba stationierten Luna-Raketen, Il-28-Bomber, 36 SS-4 sowie 36 Marschflugkörper vom Typ FKR-1. Nachdem weitere Nuklearwaffen in Kuba eingetroffen waren, erhielt Plijew zwar die Anweisung zur vollen Gefechtsbereitschaft, allerdings wurde ihm der Einsatz sämtlicher Nuklearwaffen zunächst untersagt. Nach dem Abschuss einer amerikanischen Lockheed U-2 wurde Plijew von Chruschtschow persönlich untersagt, Luftabwehrwaffen gegen weitere U-2 einzusetzen, wenig später erhielt Plijew den Befehl, den Rückzug aller Nuklearwaffen aus Kuba zu organisieren.
Nach seiner Rückkehr aus Kuba erhielt er für seine Verdienste den Leninorden. Weiterhin schrieb er zwei autobiografische Werke über seine Dienstzeit im Zweiten Weltkrieg. 1968 wurde er zum Inspekteur und Berater der Gruppe des Generalinspekteurs im sowjetischen Verteidigungsministerium ernannt.
Plijew war von der zweiten bis zur siebten Sitzungsperiode Abgeordneter im Obersten Sowjet der UdSSR.

## Ehrungen
Plijew ist zweimal als Held der Sowjetunion (16. April 1944, 8. September 1945) und 1971 als Held der Mongolischen Volksrepublik ausgezeichnet worden. Er erhielt fünfmal den Leninorden, dreimal den Rotbannerorden, zweimal den Suworoworden (1. Klasse), den Kutusoworden (1. Klasse), zahlreiche Medaillen sowie neun ausländische Orden.

## Werke
- Во имя Родины (Im Namen des Vaterlands). 1965.
- Через Гоби и Хинган (Durch die Gobi und das Hinggan-Gebirge). 1965 (1981 unter gleichem Namen verfilmt).
- Разгром «армии мстителей» (Die Niederlage der „Armee der Rächer“). 1967.
- Служим Родине (Wir dienen dem Vaterland). 1968.
- Конец Квантунской армии (Das Ende der Kwantung-Armee). 1969.
- В боях за освобождение Румынии, Венгрии, Чехословакии (In den Kämpfen um die Befreiung Rumäniens, Ungarns, der Tschechoslowakei). 1971.
- Под гвардейским знаменем (Unter dem Banner der Wachen). 1976.
- Дорогами войны (Auf den Straßen des Krieges). 1985.